# Manas-Bastanous
Manas-Bastanous – miejscowość i gmina we Francji, w regionie Oksytania, w departamencie Gers.
Według danych na rok 1990 gminę zamieszkiwały 122 osoby, a gęstość zaludnienia wynosiła 16 osób/km² (wśród 3020 gmin regionu Midi-Pireneje Manas-Bastanous plasuje się na 941. miejscu pod względem liczby ludności, natomiast pod względem powierzchni na miejscu 1277.).